# پنل برق

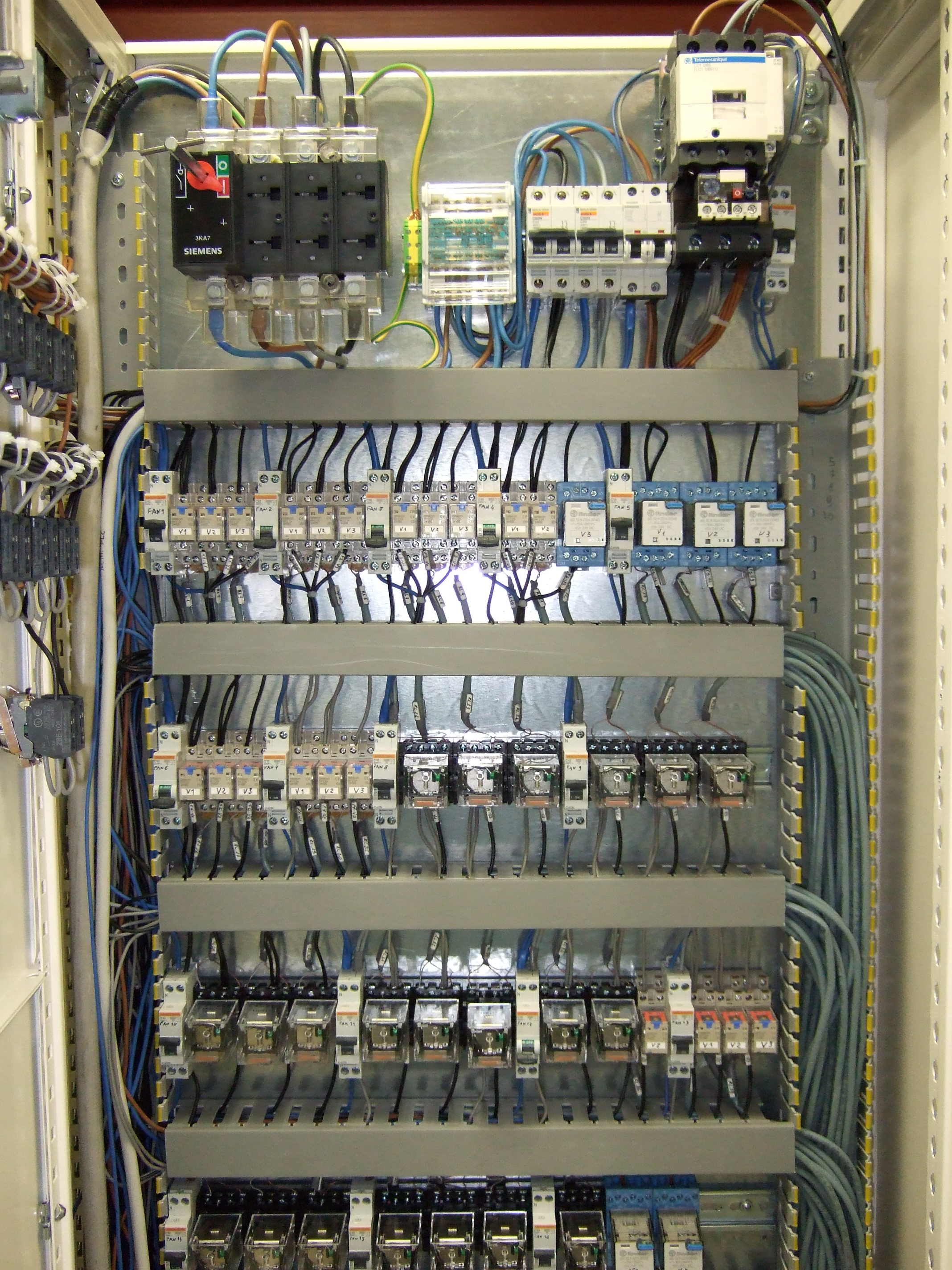
پنل برق

پنل برق یا صفحه توزیع (انگلیسی: Distribution board) جزئی از سیستم تامین برق است که توان برقی را به مدارهای الکتریکی کوچک‌تر می‌رساند. هر یک از مدارهای الکتریکی دارای مدارشکن قدرت یا فیوز مناسب با قدرت کشش برق سیم هستند که برای هر شاخه از مدار تابلو برق امکان حفاظت را به وجود می‌آورد. در شرایط عادی کلید قطع اصلی در تابلو وجود دارد و در عصر حاضر کلید محافظ جان نیز استفاده می‌شود.